# سانزومی فوجیموتو
سانزومی فوجیموتو (انگلیسی: Sanezumi Fujimoto; ۱۵ ژوئیهٔ ۱۹۱۰ – ۲ مهٔ ۱۹۷۹) تهیه‌کننده فیلم اهل ژاپن بود.